# ميون (نهر)

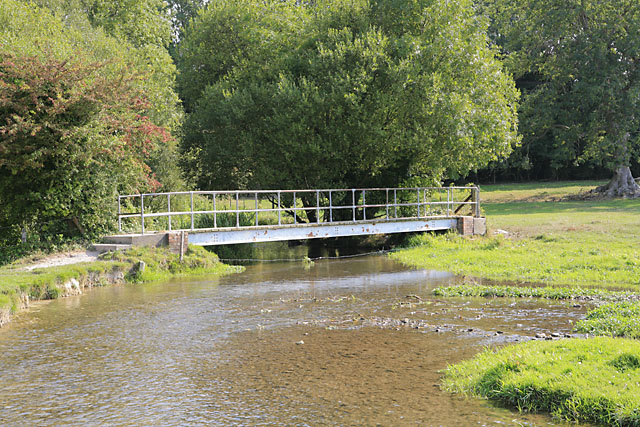
صورة لنهر ميون (2006)

نهر ميون (بالإنجليزية: River Meon)‏ هو نهر في منطقة وادي ميون بمقاطعة هامبشير بجنوب إنجلترا. ويجري باتجاه الجنوب من منطقة ساوث داونز (بالإنجليزية: South Downs)‏ إلى السولنت بطول 21 ميلاً (34 كيلومتراً).
يبدأ نهر ميون على بعد حوالي ميل واحد (1.6 كيلومتر) جنوب قرية ميون الشرقية (بالإنجليزية: East Meon)‏، ثم يتجه شمالاً ليمر بالقرية المذكورة، ثم إلى الشمال الغربي ليمر بقرية ميون الغربية (بالإنجليزية: West Meon)‏، ثم إلى الجنوب الغربي ماراً بقرية وارنفورد (بالإنجليزية: Warnford)‏ قبل أن يتخذ مجراه الرئيسي باتجاه الجنوب، حيث يمر بعد وارنفورد بقرى إكستون وكورهامبتون آند ميونستوك ودروكسفورد وويكهام وتيتشفيلد. وبعد قرية تيتشفيلد جري النهر لمسافة ميلين (3 كيلومرات) بين المستنقعات الموجودة في محمية تيتشفيلد هافن الطبيعية (بالإنجليزية: Titchfield Haven National Nature Reserve)‏ قبل أن يدخل السولنت عن طريق ميناء صغير في منطقة هِل هِد.
وحتى قبيل أواخر القرن السابع عشر، كانت الملاحة في نهر ميون ممكنة حتى قرية تيتشفيلد (التي كانت ميناء هاماً آنذاك)، غير أن الرواسب الطينية (الغرين) بدأت تعوق مرور السفن، ومن أجل المحافظة على وضع تيتشفيلد كميناء، أمر الإيرل الثالث لساوثهامبتون بحفر قناة، وتم افتتاح القناة سنة 1611، لتكون ثاني قناة صناعية في بريطانيا آنذاك، إلا أن القناة نفسها عانت أيضاً من ترسب الغرين وبدأت التجارة البحرية تنتقل إلى مدينتي ساوثهامبتون وبوتسموث القريبتين.